# Liste der Kulturdenkmäler in Zendscheid
In der Liste der Kulturdenkmäler in Zendscheid sind alle Kulturdenkmäler der rheinland-pfälzischen Ortsgemeinde Zendscheid aufgeführt. Grundlage ist die Denkmalliste des Landes Rheinland-Pfalz (Stand: 27. Juni 2022).

## Einzeldenkmäler
| Bezeichnung                        | Lage                                   | Baujahr   | Beschreibung                                                                      | Bild            |
| ---------------------------------- | -------------------------------------- | --------- | --------------------------------------------------------------------------------- | --------------- |
| Wegekreuz                          | Dorfstraße, gegenüber Nr. 25 Lage      | 1763      | unterer Teil eines Schaftkreuzes, bezeichnet 1763, Abschlusskreuz bezeichnet 1863 | Fotos hochladen |
| Katholische Filialkirche St. Maria | Dorfstraße 45 Lage                     | 1887      | nachbarocker Saalbau, 1887                                                        | Fotos hochladen |
| Wohnhaus                           | östlich des Ortes (Friedbüsch 76) Lage | nach 1811 | Wohnhaus, wohl kurz nach 1811                                                     | Fotos hochladen |